# Bruno Gouery
Bruno Gouery (11 luglio 1975) è un attore e scrittore francese che interpreta il ruolo di Luc nella serie televisiva Emily in Paris.
Ha anche ricevuto un'attenzione significativa per la sua partecipazione nella seconda stagione di The White Lotus .
Bruno Gouery e il resto del cast di The White Lotus hanno vinto il SAG Award per il miglior cast in una serie televisiva drammatica agli Screen Actors Guild Award 2023 .

## Carriera
Bruno Gouery ha avuto diversi ruoli importanti nella televisione francese. È tra i principali attori dell'adattamento francese della serie britannica Doc Martin. Ha avuto anche un ruolo importante nel poliziesco francese Double Je e in Alphonse Président. Bruno Gouery sarà anche nel prossimo lungometraggio francese Zénithal .
Bruno Gouery ha anche una carriera di attore in Italia. Sua madre è italiana e lui è madrelingua. Ciò lo ha aiutato ad ottenere ruoli in Italia (L'incredibile storia dell'Isola delle Rose di Sydney Sibilia, Il materiale emotivo di Sergio Castellitto). Oltre a recitare, Bruno Gouery è stato sceneggiatore di tre episodi di Doc Martin.
La recitazione di Bruno Gouery ha spesso raccolto critiche molto positive, la rivista online Salon.com trova il personaggio di Luc "adorabile" e che eleva Emily a Parigi . Ha anche ricevuto elogi da Jennifer Coolidge che ha detto "È un attore intelligente e perspicace. Ha un modo di attirare l'attenzione su di sé e la sua recitazione è così sottile e genuina che rimani assolutamente colpito quando condividi una scena con lui". 

È stato anche scelto da Johnny Depp nel suo prossimo film da regista e co-prodotto con Al Pacino: Modi (su Amedeo Modigliani), come terzo protagonista, per interpretare il ruolo di Maurice Utrillo.

## Filmografia

### Cinema
- C'est pas ce que vous croyez, regia di Eric Reynaud-Fourton - cortometraggio (2014)
- Des lendemains qui chantent, regia di Nicolas Castro (2014)
- Marie-Francine, regia di Valérie Lemercier (2017)
- Les Nouvelles Aventures de Cendrillon, regia di Lionel Steketee (2017)
- L'Enkas, regia di Sarah Marx (2018)
- Mais vous êtes fous, regia di Audrey Diwan (2019)
- Place des Victoires, regia di Yoann Guillouzouic (2019)
- La felicità degli altri (Le bonheur des uns...), regia di Daniel Cohen (2020)
- Zaï Zaï Zaï Zaï, regia di François Desagnat (2020)
- L'incredibile storia dell'Isola delle Rose, regia di Sydney Sibilia (2020)
- Il materiale emotivo, regia di Sergio Castellitto (2021)
- Ténor, regia di Claude Zidi Jr. (2022)
- Fratè, regia di Barbara Biancardini e Karole Rocher (2022)
- Tramite amicizia, regia di Alessandro Siani (2023)
- Nouveau départ, regia di Philippe Lefebvre (2023)
- Un colpo di fortuna - Coup de chance (Coup de chance), regia di Woody Allen (2023)
- Lupi mannari (Loups-garous), regia di François Uzan (2024)
- Modì - Tre giorni sulle ali della follia (Modì, Three Days on the Wing of Madness), regia di Johnny Depp (2024)

### Televisione
- Les Heures souterraines, regia di Philippe Harel – film TV (2015)
- Doc Martin – serie TV, 26 episodi (2011-2015)
- Cherif – serie TV, episodio 6x01 (2018)
- Alphonse Président – serie TV, 18 episodi (2017-2019)
- Double je – serie TV, 8 episodi (2019)
- Platane – serie TV, episodi 3x07-3x08 (2019)
- Speravo de morì prima - miniserie TV (2021)
- The White Lotus – serie TV, 5 episodi (2022)
- Emily in Paris – serie TV, 30 episodi (2020-2022)

## Doppiatori italiani
Nelle versioni in italiano delle opere in cui ha recitato, Bruno Gouery è stato doppiato da:
- Mario Cei in Emily in Paris
- Oreste Baldini in Un colpo di fortuna - Cuop de Chance